# Hugo V. (Burgund)
Hugo V. (* 1294; † wohl am 9. Mai 1315 in Argilly) war Herzog von Burgund und Titularkönig von Thessaloniki von 1306 bis 1315. Er war der Sohn von Herzog Robert II. und Agnes von Frankreich, die wiederum eine Tochter des Königs Ludwig IX. war. Da er beim Tod seines Vaters noch minderjährig war, übernahm seine Mutter für ihn die Regentschaft.
Bereits in jungen Jahren wurde er mit Katharina von Valois-Courtenay verlobt, Titularkaiserin von Konstantinopel, Tochter Karls I. von Valois und Catherine de Courtenay, ebenfalls Titularkaiserin von Konstantinopel. Nach dem Tod seiner Ehefrau 1307 stellte Karl von Valois jedoch fest, dass die Erbin des Kaisertitels jemanden an ihrer Seite brauche, der in der Lage sei, Konstantinopel zurückzuerobern. Er löste die Verlobung mit Hugo gegen eine großzügige Entschädigungsregelung auf:
- Hugo V. wurde mit Johanna von Frankreich (1311–1349) verlobt, Tochter des späteren Königs Ludwig X. – wobei die kirchliche Genehmigung der Eheschließung noch zweifelhaft war, da Johanna die Tochter seiner Schwester Margarete von Burgund war.
- seine Schwester Johanna von Burgund erhielt Courtenay und heiratete Karls ältesten Sohn Philipp, den späteren König Philipp VI.
- sein Bruder Ludwig heiratete Mathilde von Hennegau, Erbin des Fürstentums Achaja und des Despotats Morea, Tochter des Florenz von Hennegau und der Isabella von Villehardouin.

König Philipp IV. schlug ihn 1313 zum Ritter. Hugo V. starb bereits zwei Jahre später, ohne seine Verlobte zum Altar geführt zu haben.